# National Rugby League 1955
La New South Wales Rugby Football League de 1955 fue la 48.ª edición del torneo de rugby league más importante de Australia.

## Formato
Los clubes se enfrentaron en una fase regular de todos contra todos, los cuatro equipos mejor ubicados al terminar esta fase clasificaron a la postemporada.
Se otorgaron 2 puntos por el triunfo, 1 por el empate y ninguno por la derrota.

## Desarrollo

### Tabla de posiciones
| Pos. | Equipo                        | Encuentros | Encuentros | Encuentros | Encuentros | Tantos | Tantos | Tantos | Puntos |
| Pos. | Equipo                        | PJ         | PG         | PE         | PP         | F      | C      | Dif    | Puntos |
| ---- | ----------------------------- | ---------- | ---------- | ---------- | ---------- | ------ | ------ | ------ | ------ |
| 1    | Newtown Jets                  | 18         | 14         | 1          | 3          | 376    | 179    | +197   | 29     |
| 2    | St. George Dragons            | 18         | 14         | 0          | 4          | 396    | 247    | +149   | 28     |
| 3    | Manly-Warringah Sea Eagles    | 18         | 11         | 1          | 6          | 332    | 245    | +87    | 23     |
| 4    | South Sydney Rabbitohs        | 18         | 11         | 0          | 7          | 367    | 260    | +107   | 22     |
| 5    | North Sydney Bears            | 18         | 10         | 0          | 8          | 345    | 278    | +67    | 20     |
| 6    | Eastern Suburbs               | 18         | 8          | 1          | 9          | 342    | 325    | +17    | 17     |
| 7    | Balmain Tigers                | 18         | 8          | 1          | 9          | 384    | 381    | +3     | 17     |
| 8    | Parramatta Eels               | 18         | 5          | 0          | 13         | 258    | 365    | -107   | 10     |
| 9    | Canterbury-Bankstown Bulldogs | 18         | 4          | 0          | 14         | 167    | 414    | -247   | 8      |
| 10   | Western Suburbs Magpies       | 18         | 3          | 0          | 15         | 186    | 459    | -273   | 6      |

|  | Postemporada. |

### Postemporada

#### Semifinales
| 27 de agosto | South Sydney Rabbitohs | 14 - 12 | Manly-Warringah Sea Eagles |  |  |

| 3 de septiembre | Newtown Jets | 11 - 8 | St. George Dragons |  |  |

#### Final preliminar
| 10 de septiembre | St. George Dragons | 14 - 18 | South Sydney Rabbitohs |  |  |

#### Final
| 17 de septiembre | Newtown Jets | 11 - 12 | South Sydney Rabbitohs | Sydney Cricket Ground, Sídney   |  |
|                  |              |         |                        | Asistencia: 42.466 espectadores |  |

| Bandera de Australia           |
| Campeón South Sydney Rabbitohs |
| Décimo sexto título            |